# Sinaida Wiktorowna Kobylezkaja
Sinaida Wiktorowna Kobylezkaja (auch: Zinaida Viktorovna Kobylezkaya; geboren im November 1880 in Resina, Bessarabien; gestorben 1957 in Leningrad) war eine russische Malerin und Porzellankünstlerin. Sie ist eine der bekanntesten Herstellerinnen von sowjetischem Revolutionsporzellan, sogenanntem Agitationsporzellan.

## Leben und Wirken

### Ausbildung
Kobylezkaja studierte an der Schule für Zeichnen der Gesellschaft zur Förderung der Künste in Sankt Petersburg Keramik und Porzellanmalerei. 1910 beendete sie diese mit einem Diplom. Bis 1912 lernte sie an Porzellan-Manufakturen in Dänemark, Schweden, Frankreich und Deutschland.

### Karriere
Von 1912 bis 1914 und von 1918 bis 1923 arbeitete Kobylezkaja an der Kaiserlichen Porzellanmanufaktur in Sankt Petersburg. 1924 entwarf sie Dekors für die Porzellanfabrik Wolchow in der Nähe von Nowgorod. Von 1926 bis 1932 kehrte Kobylezkaja wieder an die Lomonossow-Porzellanmanufaktur zurück. Die Lomonossow-Porzellanmanufaktur wurde in den Jahren 1918 bis 1923 mit ihren beiden Werkstätten für Malerei und Plastik zu einem wichtigen künstlerischen Zentrum für Agitationsporzellan, dem die sowjetische Regierung eine wichtige Rolle bei der kulturellen Umgestaltung des Landes zuwies. Die Künstlerinnen und Künstler – neben Kobylezkaja auch Rudolf Wilde, Sergei Wassiljewitsch Tschechonin, Wassilij Kusnezow, Natalja Jakowlewna Danko, Alexandra Wassiljewna Schtschekotichina-Potozkaja, Marija Lebedewa und Jelena Danko – trugen durch ihre Kunst dazu bei, die Ideen der Russischen Revolution und neue ästhetische Konzeptionen zu verbreiten.
Ab 1932 zeichnete Kobylezkaja botanische Illustrationen für die Verlagsabteilung der Akademie der Wissenschaften der UdSSR. Hierbei gestaltete sie unter anderem Publikationen wie Flora der UdSSR und Flora von Tadschikistan.
Ab 1945 bis zu ihrem Tod im Jahr 1957 arbeitete Kobylezkaja wieder für die Lomonossow-Porzellanmanufaktur.

## Werk

### Agitationsporzellan
Kobyletskaja zählt – neben Künstlerinnen und Künstlern wie Sergei Wassiljewitsch Tschechonin, Alexandra Wassiljewna Schtschekotichina-Potozkaja, Natan Issajewitsch Altman, Wassilij Kusnezo, Natalia Yakovlevna Danko-Alekseenko und Nikolai Michailowitsch Suetin – zu den bekanntesten Herstellerinnen und Herstellern von Agitationsporzellan.

#### Porzellan als Propagandainstrument
Als die Kaiserliche Porzellanmanufaktur nach der Oktoberrevolution im Jahr 1917 verstaatlicht wurde, hatten die sowjetischen Führer die Idee, die dortige Produktion des Porzellans für propagandistische Zwecke einzusetzen. Insbesondere Tschechonin trug dazu bei, revolutionäre Symbole und Texte in die Porzellanherstellung einzubringen. Unter seiner Leitung wurden viele der charakteristischen Entwürfe entwickelt. Die Kompositionen fungierten hierbei als Propagandainstrument. Sie dienten zur Verbreitung der revolutionären Ideen und neuen ästhetischen Konzeptionen des jungen Sowjetrussland, wobei die Künstlerinnen und Künstler ihre eigenen Stile und Techniken einbrachten. Die Kompositionen der Manufaktur wurden jedoch – unter anderem aufgrund von mangelnden Produktionskapazitäten – oft nur in kleinen Serien hergestellt oder blieben Einzelstücke. Sie waren dem Volk meist nur durch Ausstellungen zugänglich.

#### Stil und Technik
Die Künstlerinnen und Künstler der Lomonossow-Porzellanmanufaktur konnten aus den Beständen der Kaiserlichen Porzellanmanufaktur auf einen Vorrat an unbemaltem, stilistisch neutralem Porzellan zurückgreifen. Neben der neuen Marke der Manufaktur findet sich deshalb auf den Entwürfen oft der alte kaiserliche Stempel, manchmal auch übermalt. Durch die einfachen und glatten Formen ließen sich die Objekte unkompliziert bemalen. Später wurden die Stücke glasiert und gebrannt. Häufig umfasste die Bemalung auch Vergoldungen und Gravierarbeiten auf Gold.
Der leuchtend-bunte Dekorationsstil des Agitationsporzellans weist starke Variationen auf. So finden sich eindeutig marxistische, von Symbolen der neuen Republik begleitete Schlagwörter, aber auch Einflüsse des Klassizismus, der Ikonenkunst und der russischen Bauern- und Folkloretradition. Die damals neuen, sowjetischen Symbole (fünfzackiger Stern, Hammer und Sichel), Parolen, politische Losungen, Embleme und damals populäre Aphorismen stehen in direktem Bezug zu den Agitationstexten der Plakate. Auch festliche Themen (wie Jahrestage der Revolution, Straßenfeste und Kongresse), Bezüge zu Themen und Bildern der Vergangenheit und Darstellungen von Anführern und Helden der Revolution schmücken das Porzellan. Die Embleme und Schriftzüge sind meist eingebunden in ein abstrahiertes Formenrepertoire wie dekorative Blumenarrangements, Früchte, Bänder oder figürliche Darstellungen, die als Umrahmung dienen.
Kobylezkaja stand Tschechonin sehr nahe. Die enge Zusammenarbeit an der Lomonossow-Porzellanmanufaktur schärfte ihre malerische Pinselführung. Ihre Werke zeichnen sich durch eine malerische Darstellungsweise, einen präzisen Pinselstrich und auffällige, leuchtende Aufglasurfarben in Verbindung mit einem Unterglasurkobalt aus. Letzteres schätze Kobylezkaja für seine Tiefe und Expressivität. Ihr bevorzugtes Motiv waren vielfältige Blumenornamente, aber auch Früchte, Blätter und Gräser, die den Arbeiten eine lyrische Note verleihen und ihnen den ausschließlich politisch-agitativen Charakter nehmen.

### Werke in Sammlungen
Kobylezkajas Werke sind insbesondere in Museen der Russischen Föderation vertreten – darunter über 60 im Staatlichen Russischen Museum in Sankt Petersburg und etwa 200 in der Staatlichen Eremitage in Sankt Petersburg. Letztere sind teilweise in der Online-Sammlung des Museums veröffentlicht. Über 300 Objekte sind im elektronischen Katalog des Staatlichen Museumsfonds der Russischen Föderation verfügbar.
Ein Teeservice Kobylezkajas aus den 1920er Jahren, das in großer Stückzahl produziert wurde, befindet sich außerdem in der Sammlung des Berliner Bröhan-Museums. Eine Zuckerdose mit Deckel aus emailliertem Porzellan (von 1920 bis 1925), ein Porzellanteller mit Darstellung der Geschichte der Oktoberrevolution (von 1921) sowie ein Krug mit Deckel aus emailliertem Porzellan (von 1920 bis 1925) bewahrt das Cooper Hewitt Smithsonian Design Museums in New York.

## Ausstellungen und Ehrungen
Kobylezkajas Werke wurden zeitlebens in zahlreichen Ausstellungen gezeigt, die während der 1920er und 1930er Jahre in der Sowjetunion stattfanden. International stellte Kobylezkaja außerdem in Paris, Lyon, Riga und New York aus. Bei der Weltausstellung für Kunstgewerbe und Industriedesign in Paris 1925 wurde sie mit einem Ehrendiplom ausgezeichnet. Bei der Internationalen Ausstellung der Künste in Industrie und Kunstgewerbe in Monza 1927 erhielt sie eine Goldmedaille.

### Übersicht Ausstellungen (Auswahl)
- Ansehen! Kunst und Design von Frauen 1880-1940, Bröhan-Museum, Berlin, 23. Juni bis 4. September 2022
- The Voice of the Time. Soviet Porcelain: Art and Propaganda, Eremitage, Sankt Petersburg, 23. Dezember 2017 bis 1. April 2018
- Mit voller Kraft. Russische Avantgarde 1910-1934, Museum für Kunst und Gewerbe, Hamburg, Februar bis Juni 2001
- Die große Utopie. Die russische Avantgarde 1915-1932, Solomon R. Guggenheim Museum, New York, September 1992 bis Januar 1993, Stedelijk Museum, Amsterdam, Juni 1992 bis August 1992, Schirn Kunsthalle, Frankfurt am Main, März 1992 bis Mai 1992
- Das Leben zur Kunst machen. Arbeiten auf Papier von Frauen der russischen Avantgarde – Stoffe, Porzellan aus der jungen Sowjetunion, Helmhaus, Zürich, Juni 1989 bis Juli 1989
- 100 Years of Russian Art, 1889-1989. From Private Collections in the USSR, Barbican Art Gallery, London, 27. April bis 9. Juli 1989, Museum of Modern Art, Oxford, 30. Juli bis 17. September 1989, City Art Gallery, Southampton, 28. September bis 12. November 1989
- Weltausstellung, New York, 1939
- Weltausstellung, Paris, 1937
- Künstler der RSFSR aus den letzten 15 Jahren, Sankt Petersburg 1932
- Internationale Ausstellung der Künste in Industrie und Kunstgewerbe, Monza, 1927
- Weltausstellung für Kunstgewerbe und Industriedesign, Paris, 1925
- Ausstellung von Waren aus der Staatlichen Porzellanfabrik und von Edelstein- und Glasarbeiten aus der Nationalen Peterhof-Manufaktur, Petrograd 1919